# Gilgit (rivière)
Pour les articles homonymes, voir Gilgit (homonymie).
La rivière Gilgit (en ourdou : دریائے  گلگت) est un affluent de l'Indus qui se situe dans le nord du Cachemire au Pakistan.

## Géographie
La longueur de son cours d'eau est de 450 kilomètres.
Elle traverse la ville éponyme : Gilgit.